# ギノ・ケニス
ギノ・ケニス（Guino Kenis、1968年3月1日 ‐ ）は、ベルギーのラリードライバーである。

## 経歴
1981年から地元ベルギーのラリーで活躍。その後も欧州ラリークロス選手権にて活躍した。
1990年代中頃からはラリーだけではなく、サーキットレースにも参戦を開始し、ベルギー国内のツーリングカー選手権にも参戦した。また、スパ・フランコルシャン24時間レースにも参戦し、1999年は同じくラリードライバーのグレゴール・デ・メビウスと耐久レースで日産のドライバーとして参戦している、ディアク・ショイスマンと共に参戦。総合4位入賞を果たした。また2001年にはヨーロッパツーリングカー選手権のプロダクションクラスにも参戦した他、フランスGT選手権にも参戦した。

## レース戦績

### スパ・フランコルシャン24時間レース
| 年   | チーム         | コ・ドライバー                                  | 使用車両         | クラス | 周回 | 総合順位 | クラス順位 |
| ---- | -------------- | ----------------------------------------------- | ---------------- | ------ | ---- | -------- | ---------- |
| 1999 | 日産・ベルギー | ディアク・ショイスマン グレゴール・デ・メビウス | 日産・プリメーラ | SP     | 484  | 4位      | 4位        |